# Cryptocarya kwangtungensis
Cryptocarya kwangtungensis är en lagerväxtart som beskrevs av Hung T. Chang. Cryptocarya kwangtungensis ingår i släktet Cryptocarya och familjen lagerväxter. Inga underarter finns listade i Catalogue of Life.